# 1998年長野オリンピックの滑降競技場設営問題
1998年長野オリンピックの滑降競技場設営問題（1998ねんながのオリンピックのかっこうきょうぎじょうせつえいもんだい）は長野オリンピックのアルペンスキー滑降競技の設営地点をめぐる問題。
設営地の変更に始まり、変更後もスタート地点をどこに設定するかを巡り、国際スキー連盟(FIS)と長野オリンピック組織委員会(NAOC)との間で意見対立した問題で、次第に、マスコミ、自治体、競技団体、自然保護団体などを巻き込み、社会問題化した。

## 岩菅山から八方尾根へ
長野オリンピックの招致活動が始まった当初、滑降の競技会場は志賀高原にある岩菅山が予定されていた。しかし、岩菅山はスキー場開発の進んだ志賀高原で数少ない手つかずの山であったため、長野県自然保護連盟などが自然保護を訴えて運動を行った。1972年札幌オリンピックでは恵庭岳の山腹を広範囲に渡って伐採して滑降競技場を設営し、「オリンピックによる自然破壊」と非難された前例もあったことから、長野県は1990年4月に岩菅山の開発を断念することになる。かわって会場とされたのが既存のスキー場である白馬八方尾根スキー場であった。

## 男子競技のスタート地点をめぐって
FISは男子競技につき、オリンピックのコースとしてはNAOCが提出した案では難易度が低すぎると主張し、より高いスタート地点に変更することを要求した。
これに対して、環境配慮をオリンピックのうたい文句にしているNAOC側は、スタート地点を引き上げるとコースの一部が中部山岳国立公園の第1種特別地域を横切ることを理由に、FISの要求を拒否した。この問題は、上述の通り、当時の社会問題となった。
結局、「国立公園の特別地域にかかる部分は手前に山を盛ってジャンプで上空を通過する」という妥協案でスタート地点をFIS案とNAOC案のほぼ中間に移動させたが、実際の競技では転倒する競技者が続出し、むしろ難易度を高めすぎた結果となった。